# Eusuchia
Gli eusuchia ("veri coccodrilli") sono un clade di crocodilomorfi apparso per la prima volta nel Cretaceo, con Hylaeochampsa. Insieme a Dyrosauridae e Sebecosuchia, furono gli unici crocodyloformi a sopravvivere all'estinzione del KT. Poiché le altre due famiglie si estinsero 35-11 milioni di anni fa, tutte le specie di coccodrilli viventi sono eusuchi, così come molte forme estinte.

## Definizione
Eusuchia fu originariamente definita da Thomas Henry Huxley nel 1875 come un gruppo basato su di un'apomorfia (nel senso che era definito da caratteristiche condivise piuttosto che da relazioni). Queste caratteristiche includono una coana collegata allo pterygoide e vertebre procoelous (concave dalla parte anteriore e convesse nella parte posteriore). La possibilità che questi tratti possano essere il risultato di una convergenza evolutiva manifestatasi in diversi gruppi di neosuchi piuttosto che un lignaggio, ha spinto alcuni paleontologi moderni a rivedere la definizione del gruppo per renderlo definito esclusivamente dalle relazioni. Nel 1999, Christopher Brochu ha ridefinito Eusuchia come "l'ultimo antenato comune di Hylaeochampsa e Crocodylia e tutti i suoi discendenti". In questa definizione, "Crocodylia" si riferisce specificamente ai discendenti dell'antenato comune dei tre moderni lignaggi di eusuchi: Gavialoidea (gaviali), Alligatoroidea (alligatori e caimani) e Crocodyloidea (coccodrilli). Se determinate famiglie o generi si qualifichino come eusuchi basali o neosuchi non-eusuchiani è una questione ancora in dibattito, su quale definizione debba essere utilizzata per il gruppo. Almeno un genere, Isisfordia, si qualificherebbe come un eusucho secondo la definizione di Huxley del gruppo, ma non si qualifica necessariamente secondo la definizione di Brochu.

## Descrizione
A differenza dei crocodylomorphi primitivi, i crocodyliformi hanno palati ossei secondari. Questa caratteristica consente ai coccodrilli viventi di inspirare in sicurezza attraverso le loro narici mentre il resto della testa (compresa la bocca) rimane immerso. Questa struttura raggiunge la sua massima elaborazione tra gli eusuchi, in cui le narici interne sono completamente circondate dalle ossa pterigoidi.

### Filogenesi
Cladogramma che segue gli studi di Holliday & Gardner (2012):
|            | † Aegyptosuchidae |
|            | |
| Crocodylia | \| \| † Borealosuchus \| \| \| \| \| \| Gavialoidea \| \| \| \| \| \| Brevirostres (alligatori e coccodrilli) \| \| \| \| |
|            | \| \| † Borealosuchus \| \| \| \| \| \| Gavialoidea \| \| \| \| \| \| Brevirostres (alligatori e coccodrilli) \| \| \| \| |
|            | † Borealosuchus |
|            | |
|            | Gavialoidea |
|            | |
|            | Brevirostres (alligatori e coccodrilli)                                                                                   |
|            | |

|  | † Borealosuchus                         |
|  |                                         |
|  | Gavialoidea                             |
|  |                                         |
|  | Brevirostres (alligatori e coccodrilli) |
|  |                                         |

|            | † Aegyptosuchidae |
|            | |
| Crocodylia | \| \| † Borealosuchus \| \| \| \| \| \| Gavialoidea \| \| \| \| \| \| Brevirostres (alligatori e coccodrilli) \| \| \| \| |
|            | \| \| † Borealosuchus \| \| \| \| \| \| Gavialoidea \| \| \| \| \| \| Brevirostres (alligatori e coccodrilli) \| \| \| \| |
|            | † Borealosuchus |
|            | |
|            | Gavialoidea |
|            | |
|            | Brevirostres (alligatori e coccodrilli)                                                                                   |
|            | |

|  | † Borealosuchus                         |
|  |                                         |
|  | Gavialoidea                             |
|  |                                         |
|  | Brevirostres (alligatori e coccodrilli) |
|  |                                         |

|            | † Aegyptosuchidae |
|            | |
| Crocodylia | \| \| † Borealosuchus \| \| \| \| \| \| Gavialoidea \| \| \| \| \| \| Brevirostres (alligatori e coccodrilli) \| \| \| \| |
|            | \| \| † Borealosuchus \| \| \| \| \| \| Gavialoidea \| \| \| \| \| \| Brevirostres (alligatori e coccodrilli) \| \| \| \| |
|            | † Borealosuchus |
|            | |
|            | Gavialoidea |
|            | |
|            | Brevirostres (alligatori e coccodrilli)                                                                                   |
|            | |

|  | † Borealosuchus                         |
|  |                                         |
|  | Gavialoidea                             |
|  |                                         |
|  | Brevirostres (alligatori e coccodrilli) |
|  |                                         |

|            | † Aegyptosuchidae |
|            | |
| Crocodylia | \| \| † Borealosuchus \| \| \| \| \| \| Gavialoidea \| \| \| \| \| \| Brevirostres (alligatori e coccodrilli) \| \| \| \| |
|            | \| \| † Borealosuchus \| \| \| \| \| \| Gavialoidea \| \| \| \| \| \| Brevirostres (alligatori e coccodrilli) \| \| \| \| |
|            | † Borealosuchus |
|            | |
|            | Gavialoidea |
|            | |
|            | Brevirostres (alligatori e coccodrilli)                                                                                   |
|            | |

|  | † Borealosuchus                         |
|  |                                         |
|  | Gavialoidea                             |
|  |                                         |
|  | Brevirostres (alligatori e coccodrilli) |
|  |                                         |

Di seguito è riportato un cladogramma sugli studi di Puértolas, Canudo e Cruzado-Caballero (2011):
|  | † Borealosuchus |
|  |                 |
|  | Gavialoidea     |
|  |                 |

|  | † Allodaposuchus                                                                             |
|  |                                                                                              |
|  | \| \| † Pristichampsus \| \| \| \| \| \| Brevirostres (alligatori e coccodrilli) \| \| \| \| |
|  |                                                                                              |
|  | † Pristichampsus                                                                             |
|  |                                                                                              |
|  | Brevirostres (alligatori e coccodrilli)                                                      |
|  |                                                                                              |

|  | † Pristichampsus                        |
|  |                                         |
|  | Brevirostres (alligatori e coccodrilli) |
|  |                                         |

|  | † Borealosuchus |
|  |                 |
|  | Gavialoidea     |
|  |                 |

|  | † Allodaposuchus                                                                             |
|  |                                                                                              |
|  | \| \| † Pristichampsus \| \| \| \| \| \| Brevirostres (alligatori e coccodrilli) \| \| \| \| |
|  |                                                                                              |
|  | † Pristichampsus                                                                             |
|  |                                                                                              |
|  | Brevirostres (alligatori e coccodrilli)                                                      |
|  |                                                                                              |

|  | † Pristichampsus                        |
|  |                                         |
|  | Brevirostres (alligatori e coccodrilli) |
|  |                                         |

|  | † Borealosuchus |
|  |                 |
|  | Gavialoidea     |
|  |                 |

|  | † Allodaposuchus                                                                             |
|  |                                                                                              |
|  | \| \| † Pristichampsus \| \| \| \| \| \| Brevirostres (alligatori e coccodrilli) \| \| \| \| |
|  |                                                                                              |
|  | † Pristichampsus                                                                             |
|  |                                                                                              |
|  | Brevirostres (alligatori e coccodrilli)                                                      |
|  |                                                                                              |

|  | † Pristichampsus                        |
|  |                                         |
|  | Brevirostres (alligatori e coccodrilli) |
|  |                                         |

|  | † Borealosuchus |
|  |                 |
|  | Gavialoidea     |
|  |                 |

|  | † Allodaposuchus                                                                             |
|  |                                                                                              |
|  | \| \| † Pristichampsus \| \| \| \| \| \| Brevirostres (alligatori e coccodrilli) \| \| \| \| |
|  |                                                                                              |
|  | † Pristichampsus                                                                             |
|  |                                                                                              |
|  | Brevirostres (alligatori e coccodrilli)                                                      |
|  |                                                                                              |

|  | † Pristichampsus                        |
|  |                                         |
|  | Brevirostres (alligatori e coccodrilli) |
|  |                                         |

|  | † Borealosuchus |
|  |                 |
|  | Gavialoidea     |
|  |                 |

|  | † Allodaposuchus                                                                             |
|  |                                                                                              |
|  | \| \| † Pristichampsus \| \| \| \| \| \| Brevirostres (alligatori e coccodrilli) \| \| \| \| |
|  |                                                                                              |
|  | † Pristichampsus                                                                             |
|  |                                                                                              |
|  | Brevirostres (alligatori e coccodrilli)                                                      |
|  |                                                                                              |

|  | † Pristichampsus                        |
|  |                                         |
|  | Brevirostres (alligatori e coccodrilli) |
|  |                                         |

|  | † Borealosuchus |
|  |                 |
|  | Gavialoidea     |
|  |                 |

|  | † Allodaposuchus                                                                             |
|  |                                                                                              |
|  | \| \| † Pristichampsus \| \| \| \| \| \| Brevirostres (alligatori e coccodrilli) \| \| \| \| |
|  |                                                                                              |
|  | † Pristichampsus                                                                             |
|  |                                                                                              |
|  | Brevirostres (alligatori e coccodrilli)                                                      |
|  |                                                                                              |

|  | † Pristichampsus                        |
|  |                                         |
|  | Brevirostres (alligatori e coccodrilli) |
|  |                                         |

|  | † Borealosuchus |
|  |                 |
|  | Gavialoidea     |
|  |                 |

|  | † Allodaposuchus                                                                             |
|  |                                                                                              |
|  | \| \| † Pristichampsus \| \| \| \| \| \| Brevirostres (alligatori e coccodrilli) \| \| \| \| |
|  |                                                                                              |
|  | † Pristichampsus                                                                             |
|  |                                                                                              |
|  | Brevirostres (alligatori e coccodrilli)                                                      |
|  |                                                                                              |

|  | † Pristichampsus                        |
|  |                                         |
|  | Brevirostres (alligatori e coccodrilli) |
|  |                                         |

|  | † Borealosuchus |
|  |                 |
|  | Gavialoidea     |
|  |                 |

|  | † Allodaposuchus                                                                             |
|  |                                                                                              |
|  | \| \| † Pristichampsus \| \| \| \| \| \| Brevirostres (alligatori e coccodrilli) \| \| \| \| |
|  |                                                                                              |
|  | † Pristichampsus                                                                             |
|  |                                                                                              |
|  | Brevirostres (alligatori e coccodrilli)                                                      |
|  |                                                                                              |

|  | † Pristichampsus                        |
|  |                                         |
|  | Brevirostres (alligatori e coccodrilli) |
|  |                                         |